# Ernst Rappoport
Ernst Rappoport (geboren 13. Februar 1899 in Münster; gestorben 19. August 1983 ebenda) war ein deutscher Richter.

## Leben
Ernst Rappoport war ein Sohn des Getreidehändlers Hermann Rappoport (1871–1932) und der Luise Schulmann (geboren 1876, gestorben im September 1942 im KZ Treblinka). Er hatte zwei Geschwister, die sich vor der deutschen Judenverfolgung retten konnten. Er besuchte das Städtische Gymnasium und begann 1917 das Jurastudium an der Universität Münster. Gleichzeitig absolvierte er die Grundausbildung in der Kaserne des Feld-Artillerie Regiments 22. Er war als Kriegsfreiwilliger in Flandern eingesetzt und erhielt das Eiserne Kreuz sowie später am 20. Dezember 1934 das Ehrenkreuz für Frontkämpfer. Rappoport war Mitglied im Central-Verein deutscher Staatsbürger jüdischen Glaubens (C.V.)
Rappoport war Leichtathlet im Sportclub Preußen Münster 06 und war 1928 im Stabhochsprung unter den Kandidaten für die deutsche Equipe bei den Olympischen Sommerspielen 1928. Er gehörte der akademischen Fliegergruppe Münster an und erwarb 1932 den Motorflugschein der Klasse A. Unter den Sportkameraden wurde er Opfer antisemitischer Beleidigungen.
Rappoport machte 1923 das erste juristische Staatsexamen in Hamm, das zweite 1927 und wurde 1929 Amtsgerichtsrat in Hamm. Nach der Machtübergabe an die Nationalsozialisten wurde er im April 1933 zwangsweise beurlaubt, erhielt einen Ruhegehaltsanspruch aber erst Ende 1934, nachdem sein Einsatz als Frontkämpfer belegt wurde. Rappoport absolvierte 1933/34 an der Heimvolkshochschule im dänischen Ollerup eine Ausbildung zum Sportlehrer und wurde als solcher bei der Jüdischen Gemeinde Karlsruhe angestellt.
Rappoport war 1935 Teilnehmer der 2. Makkabiade in Tel Aviv und emigrierte 1936 mit einem Einwanderungszertifikat als Fluglehrer in das britisch verwaltete Völkerbundsmandat für Palästina. Sein deutsches Beamtenruhegehalt in Höhe von monatlich 153 RM (1938) wurde auf ein Sonderkonto in Berlin zwecks Übertragung nach Palästina eingezahlt. Im Auftrag der Haganah flog er 1937 nach Polen, um dort Schulflugzeuge zu kaufen, mit denen er erste Piloten der Haganah in Palästina ausbildete. Bis 1947 gingen fast alle jüdischen Piloten der Region durch seine Schule. Von Dezember 1947 bis Juni 1950, so auch im Israelischen Unabhängigkeitskrieg 1948/49, flog er militärische Kampfeinsätze. 1951 wurde er in das israelische Luftwaffenministerium berufen und Leiter des Flughafens in Tel Aviv.
Rappoport kehrte 1953 vorübergehend, 1954 endgültig nach Münster zurück und arbeitete wieder als Oberamtsrichter. Er bearbeitete Wiedergutmachungsangelegenheiten und Verkehrsdelikte.
Rappoport war mit der aus Wien nach Palästina emigrierten Dora Zahler (1912–2006) verheiratet, die 1957 zu den Mitgründern der Gesellschaft für Christlich-Jüdische Zusammenarbeit in Münster gehörte, sie hatten zwei Kinder.